# WWE Capitol Punishment
 Der er for få eller ingen kildehenvisninger i denne artikel, hvilket er et problem. Du kan hjælpe ved at angive troværdige kilder til de påstande, som fremføres i artiklen.

Capitol Punishment var et pay-per-view-show inden for wrestling produceret af World Wrestling Entertainment (WWE). Det blev afholdt d. 19. juni 2011 i Verizon Center i Washington, D.C. Showet var et nyt pay-per-view-show, som WWE introducerede i 2011 som direkte erstatning for WWE's Fatal 4-Way, der havde fundet sted i juni 2010. 
Showets koncept gik ud på, at det fandt sted i USA's hovedstad, og under showet blev der også vist klip af USA's præsident, Barack Obama, der var klippet sammen med materiale, som WWE havde optaget med skuespillere. Skuespilleren, der spillede Barack Obama, var komikeren Reggie Brown. WWE har efterfølgende fået en masse kritik af Obama-videoerne. 
I 2012 blev Capitol Punishment erstattet af Bragging Rights, der vendte tilbage som månedligt pay-per-view-show, efter at showet ikke var blevet afholdt i 2011. 

## Resultater

### 2011
- WWE United States Championship: Dolph Ziggler besejrede Kofi Kingston
- Alex Riley besejrede The Miz
- Alberto Del Rio besejrede Big Show
- WWE Intercontinental Championship: Ezekiel Jackson besejrede Wade Barrett
- CM Punk besejrede Rey Mysterio
- WWE World Heavyweight Championship: Randy Orton besejrede Christian
- Evan Bourne besejrede Jack Swagger
- WWE Championship: John Cena besejrede R-Truth

| Sport | Spire Denne artikel om sport er en spire som bør udbygges. Du er velkommen til at hjælpe Wikipedia ved at udvide den. |